# مقاطعة جيفيرسون (نبراسكا)
مقاطعة جيفيرسون (بالإنجليزية: Jefferson County)‏ هي إحدى مقاطعات ولاية نبراسكا في الولايات المتحدة الأمريكية.